# 47a entrega de les Diosas de Plata
La 47a entrega de les Diosas de Plata es va dur a terme el 25 d'abril de 2018 al Teatro Metropólitan de Ciutat de Mèxic i fou presentada per Teo González. En aquesta edició PECIME A. C. va retre homenatge a l'actriu Christiane Martel, per la seva brillant trajectòria artística i valuosa aportació a l'Època d'Or del Cinema Mexicà. Així mateix, va festejar els 25 anys de trajectòria del cineasta Guillermo del Toro i els seus excel·lents triomfs internacionals.
Els nominats de la 47a edició de les Deesses de Plata, van ser anunciats l'11 d'abril de 2018 en conferència de premsa convocada pel Consell Directiu de PECIME, i a través d'un vídeo en viu que es va transmetre en la seva pàgina de Facebook. Els guanyadors es van donar a conèixer en la cerimònia de lliurament, que es va dur a terme el 25 d'abril de 2018 en el Teatre Metropólitan de la Ciutat de Mèxic i en el que Michel Franco va guardar un minut de silenci pels tres estudiants de cinema assassinats i dissolts en àcid a Guadalajara.

## Guanyadors i nominats
Nota: Els guanyadors estan llistats primer i destacats en negreta. ⭐
| Millor pel·lícula - Vuelven ⭐ - Acapulco la vida va - La carga - Las hijas de Abril - Los crímenes de Mar del Norte - Mientras el lobo no está - Verónica | Millor direcció "Emilio Fernández" - Issa López per Vuelven ⭐ - Alfonso Serrano Maturino per Acapulco la vida va - Alan Jonsson Gavica per La carga - Michel Franco per Las hijas de Abril - José Buil per Los crímenes de Mar del Norte - Joseph Hemsani per Mientras el lobo no está - Carlos Algara i Alejandro Martínez Beltrán per Verónica |
| Millor actor - Patricio Castillo per Acapulco la vida va - Alejandro Suárez per Acapulco la vida va - Sergio de Bustamante per Acapulco la vida va - Horacio García Rojas per La carga - Gabino Rodríguez per Los crímenes de Mar del Norte - Mauricio García Lozano per Mientras el lobo no está     | Millor actriu María Félix - Arcelia Ramírez per Verónica - Ana Brenda Contreras per El que busca encuentra - Sofía Espinosa per Los crímenes de Mar del Norte - Karla Souza per Todos queremos a alguien - Martha Higareda per Vive por mí |
| Millor coactuació masculina - Héctor Kotsifakis per Me gusta pero me asusta - Eduardo España per ¿Cómo matar a un esposo muerto? - Gerardo Taracena per La carga - Norman Delgadillo per Los crímenes de Mar del Norte - Alejandro Camacho per Todos queremos a alguien                               | Millor coactuació femenina Silvia Derbez - Vico Escorcia per Los crímenes de Mar del Norte - Alisarine Ducolomb per La habitación, capítulo La vigilia - Patricia Bernal per Todos queremos a alguien - Olga Segura per Verónica - Tiaré Scanda per Vive por mí |
| Millor revelació masculina - Alejandro Speitzer per Me gusta pero me asusta ⭐ - Enrique Arrizón per Las hijas de Abril - Jorge Caballero per Me gusta pero me asusta | Millor revelació femenina Silvia Pinal - Minnie West per Me gusta pero me asusta ⭐ - Ana Valeria Becerril per Las hijas de Abril - Miranda Kay per Mientras el lobo no está |
| Millor actor de quadre masculí - Hernán Mendoza per Las hijas de Abril ⭐ - Bob Isaacs per Acapulco la vida va - Harold Torres per La carga - Alberto Estrella per Los crímenes de Mar del Norte - Joaquín Cosío per Me gusta pero me asusta - Tenoch Huerta per Vuelven                              | Millor actriu de quatre - Luz María Jerez per Acapulco la vida va ⭐ - Anabel Ferreira per Cuando los hijos regresan - Julieta Egurrola per El que busca encuentra - Joanna Larequi per Las hijas de Abril |
| Millor Opera Prima - Mientras el lobo no está per Joseph Hemsani ⭐ - Acapulco la vida va per Alfonso Serrano Maturino - Cometa, él su perro y su mundo per Leonardo Arturo - La habitación, capítulo La pesadilla per Daniel Giménez Cacho - Verónica per Carlos Algara i Alejandro Martínez Beltrán | Millor fotografia - Emiliano Chaparro per La carga ⭐ - Claudio Rocha per Los crímenes de Mar del Norte - Miguel Ángel González Ávila per Verónica - Juan José Saravia per Vuelven |
| Millor edició - José Buil i Carlos Espinosa per Los crímenes de Mar del Norte ⭐ - Roberto Bolado per Acapulco la vida va - Jorge Márquez per La carga - Jorge Weisz i Michel Franco por Las hijas de Abril - Jorge Weisz per Mientras el lobo no está - Joaquim Martí Marques per Vuelven            | Millor guió - Michel Franco per Las hijas de Abril ⭐ - Jorge Patiño per Acapulco la vida va - Alan Jonsson Gavica per La carga - José Buil per Los crímenes de Mar del Norte - Joseph Hemsani i Abe Rosenberg per Mientras el lobo no está - Carlos Algara i Tomas Nepomuceno per Verónica - Issa López per Vuelven |
| Millor música de fons - Leoncio Lara Bon per La carga ⭐ - Rodrigo Dávila per Camino a Marte - Eduardo Gamboa per Los crímenes de Mar del Norte - Daniel Wohl per Verónica - Vince Pope per Vuelven                                                                                                   | Millor cançó - «Fantasmas» per Camino a Marte compositor: Jerónimo Hill, Jerónimo Quintana, Florencia Quinteros, Roderic Picard, intèrpret: Celest ⭐ - «Amigo» per Cometa, él su perro y su mundo compositor: Ulises Emmanuel i J.J. Silva, intèrpret: Selma Cherem - «Lado a lado» per Cometa, él su perro y su mundo compositor: Luis Ponce i Eduardo Cardoza, intèrpret: Luis P11 y EDCA - «Maldito miedo» per Me gusta pero me asusta compositor: Carlos Rivera, intèrpret: Carlos Rivera i Banda El Recodo |
| Millor curtmetratge - Getsemaní per Carlos Trujano ⭐ - Oasis per Alejandro Zuno - Los ausentes per José Lomas Hervert - Pañales para Melquiades per Gandhi Ramos - Polvo de estrellas per Aldo Sotelo Lázaro - Que vivan los novios per Montserrat Larqué'                                           | Millor curtmetratge d'animació - No concedit |
| Millor documental - Guerrero per Ludovic Bonleux - Batallas íntimas per Lucía Gajá - El maíz en tiempos de guerra per Alberto Cortés - La luz y la fuerza per Alejandra Islas - No sucumbió la eternidad per Daniela Rea Gómez                                                                        | Millor actuació infantil - Luyani Carazo per Mientras el lobo no está - Paola Lara per Vuelven - Luis de la Rosa per Mientras el lobo no está - Juan Ramón López por Vuelven |
| Millor pel·lícula d'animació - No concedit | Diosas especials - - Diosa de Plata per 25 anys de carrera a: Guillermo del Toro ⭐ - Diosa de Plata per la seva trajectòria artística a: Christiane Martel ⭐ |